# Ophiogramma
Ophiogramma là một chi bướm đêm thuộc họ Geometridae.

## Các loài
- Ophiogramma coenobiata
- Ophiogramma doris
- Ophiogramma euctenachlora
- Ophiogramma hormota
- Ophiogramma injunctaria
- Ophiogramma maronii
- Ophiogramma micraulax
- Ophiogramma perigearia
- Ophiogramma sanctiernesti
- Ophiogramma zoe